# Euploea charox
Euploea charox är en fjärilsart som beskrevs av Kirsch 1877. Euploea charox ingår i släktet Euploea och familjen praktfjärilar. Inga underarter finns listade i Catalogue of Life.